# Catherine Winkworth
Catherine Winkworth, född 13 september 1827 i London, död 1 juli 1878 i Schweiz, var en engelsk översättare och psalmförfattare. 
Winkworth levde större delen av sitt liv i engelska Manchester. Men ett år tillbringade hon i tyska Dresden. Omkring 1854, publicerade hon Lyra Germanica, som innehöll ett stort antal tyska hymner, som hon översatt till engelska. Hon fortsatte med översättningarna och utgav 1858  German hymns. År 1863, utgav hon The Chorale Book for England, och 1869, Christian Singers of Germany. Mer än någon annan enskild person bidrog hon med sitt arbete att överföra den tyska koraltraditionen till den engelsktalande världen.
Begravd i Schweiz.

## Psalmer
- Min själ skall lova Herran Finns på Wikisource.
- Kom, helge Ande, Herre Gud Finns på Wikisource.
- O Herre, du som säger

### Engelska psalmer[1]
- Come, Holey Ghost, God and Lord (ej med i The Church Hymn book, 1872)
- Ever would I fain be reading (översatte 1858 Louisa Hensels tyska text från 1829. (431/1872)
- Holy Spirit! once again (översatte 1858 Joachim Neanders tyska text från 1680. (344/1872)
- If Jesus be my friend (översatte 1855 Paul Gerhardts text Ist Gott für mich, so trete från 1650. (807/1872)
- Lift up your heads, ye mighty gates (översatte 1853 Georg Weissels text Macht hoch die Thür, die Thor macht weit från 1635. (664/1872)